# Keresuragondanahalli, Chiknayakanhalli
Keresuragondanahalli là một làng thuộc tehsil Chiknayakanhalli, huyện Tumkur, bang Karnataka, Ấn Độ.